# Fairfield (Illinois)
Fairfield je grad u američkoj saveznoj državi Ilinois. Prema popisu stanovništva iz 2010. u njemu je živjelo 5.154 stanovnika.